# Дагомея на летних Олимпийских играх 1972
Дагомея принимала участие в Летних Олимпийских играх 1972 года в Мюнхене (ФРГ) в первый раз за свою историю, но не завоевала ни одной медали. Страну представляли два боксёра и один легкоатлет.

## Бокс
Спортсменов — 2
| Спортсмен          | Категория | 1/32 финала              | 1/16 финала                 | 1/8 финала           | 1/4 финала           | Полуфинал            | Финал                |
| Спортсмен          | Категория | Соперник и результат     | Соперник и результат        | Соперник и результат | Соперник и результат | Соперник и результат | Соперник и результат |
| ------------------ | --------- | ------------------------ | --------------------------- | -------------------- | -------------------- | -------------------- | -------------------- |
| Мерига Салу Серики | 48 кг     |                          | Саид Ахмед Аль-Ашри Пор 0:5 | Не прошёл            | Не прошёл            | Не прошёл            | Не прошёл            |
| Леопольд Агбазо    | 54 кг     | Абдельазиз Хамми Пор 0:5 | Не прошёл                   | Не прошёл            | Не прошёл            | Не прошёл            | Не прошёл            |

## Лёгкая атлетика
Спортсменов — 1
Мужчины
| Спортсмен        | Соревнование | Забег     | Забег | Полуфинал | Полуфинал | Четвертьфинал | Четвертьфинал | Финал     | Финал     |
| Спортсмен        | Соревнование | Результат | Место | Результат | Место     | Результат     | Место         | Результат | Место     |
| ---------------- | ------------ | --------- | ----- | --------- | --------- | ------------- | ------------- | --------- | --------- |
| Ибрахима Идриссу | 400 м        | 48,50     | 6     | Не прошёл | Не прошёл | Не прошёл     | Не прошёл     | Не прошёл | Не прошёл |